# Marcelo Espinal
Rodolfo Marcelo Espinal Paniagua (La Ceiba, Honduras, 24 de febrero de 1993) es un futbolista hondureño. Juega de mediocentro defensivo y su actual equipo es el Victoria de la Liga Nacional de Honduras.

## Trayectoria
Rodolfo Espinal fue formado en las reservas del Club Deportivo Vida y para el segundo semestre de 2011 fue ascendido al primer equipo. Su debut en primera división se produjo el 29 de octubre de 2011 ante el Club Deportivo Necaxa. Aquel día, Espinal ingresó a los 85 minutos de juego en sustitución de Jocimar Nascimento. El partido finalizó 1-0 a favor de su equipo.

## Selección nacional

### Selecciones menores
En el mes de marzo fue convocado para participar en los Juegos Deportivos Centroamericanos 2013 en donde la Selección de fútbol de Honduras Sub-21 se adjudicó el título de campeón. También participó de los 
Juegos Centroamericanos y del Caribe de 2014 realizados en Veracruz, México. En dicho certamen jugó durante todos los partidos de Honduras.
El 25 de julio de 2016 se anunció su convocatoria a la Selección Olímpica de Honduras para disputar los Juegos Olímpicos de Río 2016.
Participaciones en Juegos Olímpicos
| Juegos Olímpicos             | Sede   | Resultado    | PJ | Goles |
| ---------------------------- | ------ | ------------ | -- | ----- |
| Juegos Olímpicos de Río 2016 | Brasil | Cuarto lugar | 5  | 0     |

Participaciones en Juegos Centroamericanos y del Caribe
| Torneo                                    | Sede   | Resultado    | PJ | G |
| ----------------------------------------- | ------ | ------------ | -- | - |
| XXII Juegos Centroamericanos y del Caribe | México | Cuarto lugar | 5  | 0 |

## Clubes
| Club      | País     | Año             | Partidos | Goles |
| --------- | -------- | --------------- | -------- | ----- |
| Vida      | Honduras | 2011 - 2018     | 164      | 1     |
| Juticalpa | Honduras | 2018 - 2019     | 10       | 0     |
| Victoria  | Honduras | 2019 - Presente |          |       |

## Palmarés

### Campeonatos internacionales
| Título                                            | Club                                   | País       | Año  |
| ------------------------------------------------- | -------------------------------------- | ---------- | ---- |
| Medalla de Oro Juegos Deportivos Centroamericanos | Selección de fútbol de Honduras sub-21 | Costa Rica | 2013 |